# Equazione di Nicholson-Bailey
L'equazione di Nicholson-Bailey è un'equazione che descrive la dinamica delle popolazioni di due specie interagenti: il parassitoide e il suo ospite. L'equazione prende il nome da Alexander John Nicholson (1895–1969) e Victor Albert Bailey (1895–1964) che la svilupparono negli anni Trenta.

## Descrizione
I parassitoidi sono insetti appartenenti per lo più alle famiglie dei ditteri e degli imenotteri, che depongono le uova sugli ospiti (di solito altri insetti) o in prossimità di essi. Le larve del parassitoide si sviluppano dentro l'ospite fino a giungere a completa maturità, determinando la morte di quest'ultimo.
Questo modello è fortemente correlato con le equazioni di Lotka-Volterra, che descrivono la dinamica delle popolazioni di due specie in competizione (prede e predatori) facendo uso delle equazioni differenziali.
Il modello fa uso di equazioni di ricorrenza (a tempo discreto) per descrivere la crescita delle popolazioni degli ospiti e dei parassitoidi. Esso presuppone che il parassitoide cerchi l'ospite in modo aleatorio, facendo quindi uso della teoria della probabilità. Si assume, inoltre, che le due specie siano presenti nell'ambiente di modo non contiguo (cioè in raggruppamenti discreti). Nella sua forma originale, il modello non permetteva la coesistenza stabile fra le due specie. In seguito ad aggiornamenti del modello, questo dettaglio venne risolto.
Un'alternativa semplice al modello di Lotka–Volterra (preda-predatore) ed alla sua generalizzazione che dipende dalla preda (così come per l'equazione Nicholson-Bailey) è il cosiddetto "Ratio-dependent" o equazioni di Arditi-Ginzburg.
Le due equazioni (modelli) sono estremi dello spettro dei modelli preda-predatore. Alcuni dati mostrano che il comportamento in natura è piuttosto lontano dal modello Lotka-Volterra, per cui quest'ultimo potrebbe non essere considerato del tutto preciso.

## Formulazione

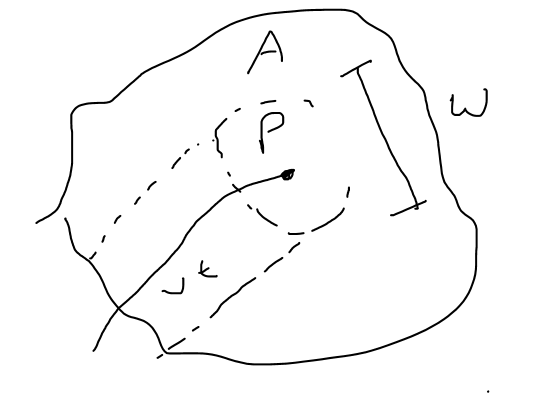
Schema di riferimento per l'equazione. Nello schema: è la area della preda; è la preda; è l'acutezza visiva del predatore; è la velocità del predatore; è il tempo. Il modello è basato sull'assunzione dell'ipotesi che la preda sopravviva un tempo in modo indipendente.

Le equazioni sono definite per un tempo discreto e sono espresse come:
{\displaystyle {\begin{array}{rcl}H_{t+1}&=&kH_{t}e^{-aP_{t}}\\P_{t+1}&=&cH_{t}\left(1-e^{-aP_{t}}\right),\end{array}}}
dove {\displaystyle H} è la grandezza della popolazione dell'ospite, {\displaystyle P} la grandezza della popolazione del parassitoide, {\displaystyle k} la velocità di riproduzione dell'ospite, {\displaystyle a} l'efficienza nella ricerca del parassitoide e {\displaystyle c} il numero medio di uova (che porteranno alla vita) che il parassitoide deposita sull'ospite.
Questo modello si può spiegare attraverso la probabilità: {\displaystyle e^{-aP_{t}}} ovvero la probabilità che l'ospite sopravviva a {\displaystyle P_{t}} predatori o parassitoidi tenendo in considerazione che le larve del parassitoide fuggiranno una volta schiuse.